# Dinorah Bolandi
Dinora(h) Bolandi Jimenez (1923 – 2004) là một nghệ sĩ người Costa Rica. Bà học ở Mỹ, giảng dạy tại Đại học Costa Rica và để lại hàng trăm bức tranh. Bà đã giành giải thưởng quốc gia hàng đầu về nghệ thuật vào năm 1990.

## Cuộc sống
Bolandi sinh năm 1923 tại San José. Cha bà, Walter Bolandi, là một nhiếp ảnh gia và nhà quay phim hàng đầu và mẹ bà, Marina Jiménez, là một nghệ sĩ dương cầm. Bà đã học vẽ từ Fausto Pacheco. Mẹ bà đã trở thành bạn đồng hành của bà sau khi bà trở về từ mười lăm năm học tại Colorado và New York với Ivan Olinsky và Robert Brackman.
Bà làm việc như một nhiếp ảnh gia trong những năm 1960 trước khi bàtrở thành một giáo sư tại Đại học Costa Rica và sau đó tại Đại học Quốc gia. Bolandi không thích trưng bày tác phẩm của mình và chỉ cho thấy bốn tác phẩm và chỉ để làm hài lòng người khác. Bà được trao giải thưởng Magón National Prize for Culture mặc dù bà không coi mình xứng đáng với nó. Bà nghỉ hưu năm 1983.
Bà ở trong làn sóng đầu tiên của các nghệ sĩ nữ người Costa Rica bao gồm Margarita Bertheau, Lola Fernandez and Sonia Romero. Tất cả bốn người đều dạy nghệ thuật tại Đại học Costa Rica được cho là đã tạo ra thế hệ thứ hai của các nghệ sĩ nữ người Costa Rica.

## Di sản
Bolandi qua đời vào năm 2004 để lại hơn hai trăm bức tranh cho các bảo tàng Central Bank. Trong năm 2014, nó đã được thông báo rằng một bộ sưu tập mới kết hợp và khu vực chờ đợi tại Nhà hát Melico Salazar sẽ được đặt tên theo danh dự của Bolandi.